# Montacute House
Montacute House är ett slott i Storbritannien.   Det ligger i grevskapet Somerset och riksdelen England, i den södra delen av landet, 190 km väster om huvudstaden London. Montacute House ligger 53 meter över havet.
Terrängen runt Montacute House är platt. Runt Montacute House är det ganska tätbefolkat, med 160 invånare per kvadratkilometer. Närmaste större samhälle är Yeovil, 5,8 km öster om Montacute House. Trakten runt Montacute House består till största delen av jordbruksmark.